# Lillesjö (Asige socken, Halland)
Lillesjö är en sjö i Falkenbergs kommun i Halland och ingår i Suseåns huvudavrinningsområde.